# Michele Calella
Michele Calella (* 22. Juni 1967 in Tarent) ist ein italienisch-deutscher Musikwissenschaftler. Er forscht und lehrt an der Universität Wien.

## Ausbildung und Karriere
Calella studierte von 1977 bis 1987 zunächst Klavier und dann an der Scuola di Paleografia e Filologia Musicale an der Universität Pavia-Cremona Musikwissenschaft. 1990 wechselte er zum Studium der Musikwissenschaft und Romanistik an die Universität Regensburg. Ab 1991 war er für zwei Jahre wissenschaftlicher Mitarbeiter von RISM in der Bibliothèque nationale de France in Paris. 1993 erwarb er in Cremona das Baccalaureat mit einer Arbeit über Piccinnis Wirken in Paris, zugleich erlangte er die Lehrbefähigung für Musikgeschichte an italienischen Konservatorien. Von 1993 bis 1997 studierte er neuerlich Musikwissenschaft, Mittellateinische Philologie und Romanistik an der Westfälischen Wilhelms-Universität Münster, wo er bei Klaus Hortschansky promoviert wurde.
1997 bis 2001 war er (mit Unterbrechungen) Wissenschaftlicher Assistent am Musikwissenschaftlichen Institut der Universität Marburg und wechselte dann 2001 zusammen mit Laurenz Lütteken an die Universität Zürich. 2003 erfolgte seine Habilitierung für das Fach Musikwissenschaft; für seine Habilitationsschrift (Publikation 2014) wurde er 2004 mit dem Hermann-Abert-Preis der Gesellschaft für Musikforschung ausgezeichnet. Von 2003 bis 2004 war er Assistent, dann Oberassistent am musikwissenschaftlichen Institut der Universität Zürich. Von 2005 bis 2010 wirkte Calella als Professor für Musikwissenschaft an der Universität für Musik und darstellende Kunst Wien, 2010 wurde er als Professor für Neuere Historische Musikwissenschaft an die Universität Wien berufen.
2019 wurde Calella in die Academia Europaea gewählt.

## Selbständige Schriften (Auswahl)
- Das Ensemble in der Tragédie lyrique des späten Ancien régime (= Schriften zur Musikwissenschaft aus Münster 14), Eisenach: Verlag der Musikalienhandlung Wagner, 2000.
- als Hrsg. (gemeinsam mit Christian Glanz): Joseph Joachim (1831–1907) – europäischer Bürger, Komponist, Virtuose. Wien: Mille-Tre-Verlag 2008.
- Musikalische Autorschaft: Der Komponist zwischen Mittelalter und Neuzeit, Habilitationsschrift Universität Zürich 2003, Kassel: Bärenreiter 2014.
- als Hrsg. (gemeinsam mit Nikolaus Urbanek): Musikhistoriographie(n). Wien: Hollitzer Verlag, 2015, ISBN 978-3-99012-240-2.